# Adde parum parvo, modicum superadde pusillo, tempore sie parvo magnus acervus erit
 Adde parum parvo,  modicum superadde pusillo, tempore sie parvo magnus acervus erit  лат. (изговор: ад парум парво, модикум супераде пузило, темпоре сик парво магнус ацервус ерит). Додај мало малом, маленом додај умјерено, па ће тако за кратко вријеме бити велика гомила. (Овидије)

## Поријекло изреке
Изрекао један од тројице највећих   пјесника  августовског доба у   Риму  Овидије.

## Изрека у српском језику
Ова изрека одговара пословици у српском језику: „Зрно по зрно погача.“

## Тумачење
Гомила пара се прави и  штедљивошћу. Пажљивим прикупљањем и најситнијих пара, временом настане много пара. Постоји и опште значење ове изреке, која каже да се упорним прикупљањем готово безначајних и готово  маргиналних  знања, формира значајан капитал знања.